# Schlaflos in New York
Schlaflos in New York ist eine US-amerikanische Filmkomödie aus dem Jahr 1999. Der Film ist eine Neuverfilmung des Films Nie wieder New York von 1970 mit Jack Lemmon und Sandy Dennis in den Hauptrollen.

## Handlung
Die Ehe von Henry und seiner Frau Nancy verläuft, nachdem deren Sohn Alan nach Europa gereist ist, ohne jede Abwechslung. Henry hat nach über 20 Jahren seine Arbeit als Werbetexter verloren, aber seiner Frau noch nichts davon erzählt. Er will nach New York reisen, um sich dort für eine neue Stelle zu bewerben. Kurzfristig entscheidet sich auch Nancy, nach New York zu reisen.
Doch die Reise steht unter keinem guten Stern. Der Flug der beiden wird nach Boston umgeleitet, und das Gepäck geht dabei verloren. Beide müssen nun mit dem Zug nach New York reisen, steigen jedoch in den falschen Zug ein und sind daher gezwungen, ein Auto zu mieten. Im Auto haben die beiden Probleme mit dem Navigationsprogramm und verfahren sich schließlich. Erst in der Nacht erreichen sie New York. Zu Fuß unterwegs, werden sie von einem Mann ausgeraubt, der vorgibt, Andrew Lloyd Webber zu sein. Nach diesem Erlebnis erreichen sie endlich ihr Hotel. Dort treffen sie auf den unfreundlichen Hotelmanager Mr. Mersault. Er gibt den beiden kein Zimmer, da die einzige Kreditkarte, die Henry noch hatte, überzogen ist. Nancy beichtet ihrem Mann, dass sie ihrer Tochter eine Kreditkarte gegeben hat. Die Tochter hat das gesamte Geld für eine neue Inneneinrichtung ausgegeben. Henry ist außer sich vor Wut und will nun seine Tochter, die in New York lebt, zur Rede stellen. Sie ist nicht zu Hause, und Nancy gerät mit einigen ihrer Nachbarn in einen Streit. Einer der Nachbarn hetzt seinen Hund auf Nancy, und sie muss flüchten. Henry, der auf der Straße auf Nancy gewartet hat, rennt mit ihr davon. Beide retten sich in ein Gebäude, wo ein großer Tisch mit Essen steht. Ohne es zu wissen, sind sie in eine Selbsthilfegruppe für Sexsüchtige geraten und nehmen an der Sitzung teil. Nancy macht vor der Gruppe ihrem Ärger Luft und beschwert sich über das dürftige Liebesleben der beiden. Henry ist so erschüttert über diese Nachricht, dass er seine Frau aus der Sitzung herauszerrt.
Henry und Nancy erhalten schließlich die Nachricht, dass ihr Gepäck doch noch aufgetaucht und an ihr Hotel geschickt worden sei. Henry erinnert sich, dass im Gepäck Reiseschecks sind, mit denen die beiden wieder an Geld kommen können. Im Hotel weiß Mr. Mersault aber nichts von eingetroffenem Gepäck, und die beiden werden wieder abgewiesen. Nancy ergreift daraufhin die Initiative und geht in die Hotelbar. Dort flirtet sie mit Greg, einem Hotelgast, und bringt ihn dazu, ihr den Schlüssel für sein Zimmer zu geben. Das Erste, was Nancy und Henry in dem Zimmer tun, ist, Essen zu bestellen. Jedoch kommt Greg plötzlich vorbei, weil er etwas in seinem Zimmer vergessen hat. Nancy kann ihn aber schnell wieder abwimmeln. Als Greg das Hotel verlassen will, sieht er einen Servierwagen voller Essen und findet heraus, dass es an sein Zimmer geliefert werden soll. Da er sofort den Sicherheitsdienst ruft, müssen Henry und Nancy an der Fassade des Hotels herunterklettern. Nancy landet zuerst auf dem Balkon ein paar Stockwerke weiter unten. Zu ihrer Überraschung befindet sich Mr. Mersault in dem Zimmer. Er trägt den Pelzmantel und die Schuhe eines weiblichen Gastes und tanzt durch das Zimmer. Durch einen Stromausfall, den Henry verursacht hat, ist er gezwungen, wieder seinen Pflichten als Hotelmanager nachzukommen. Nachdem er gegangen ist, flüchten Henry und Nancy aus dem Hotel in ein Taxi. Dieses Taxi wird aber gerade für einen Raubüberfall benutzt, und die beiden werden kurzzeitig zu Geiseln. Sie können sich retten, indem sie sich aus dem fahrenden Auto werfen.
Die beiden laufen in tiefster Nacht durch den Central Park und erinnern sich an ihre Jugendzeit. Dies weckt romantische Gefühle in den beiden. Sie wollen sich ihren Gefühlen hingeben, aber auf einmal wird der Park von hunderten Scheinwerfern erhellt, und eine Abendgesellschaft, zu der auch der New Yorker Bürgermeister Rudy Giuliani gehört, beobachtet sie. Sie ergreifen die Flucht und übernachten im Park. Am nächsten Morgen wird Henry wegen Erregung öffentlichen Ärgernisses festgenommen. Nancy versucht, ihn aus dem Gefängnis herauszuholen. Dafür erpresst sie Mr. Mersault und droht mit der Preisgabe seines Geheimnisses. Währenddessen plagen Henry furchtbare Kopfschmerzen, und er bekommt von einem Häftling eine Pille. In dem Glauben, es handele sich um eine Kopfschmerztablette, schluckt er sie. Mr. Mersault ist inzwischen aufgetaucht und will die beiden ins Hotel bringen. Doch Henry redet auf einmal wirres Zeug und flüchtet aus dem Wagen. Seine Reaktion ist auf die vermeintliche Kopfschmerztablette, bei der es sich um eine Droge handelte, zurückzuführen. Nachdem Nancy ihn wieder „eingefangen“ hat, gehen sie ins Hotel, um Henry für sein Vorstellungsgespräch fertigzumachen.
Henry kann die Mitarbeiter der Werbefirma von seinem Talent überzeugen und erhält die Stelle. Nancy, die wieder abreisen will, kann gerade noch von Henry aufgehalten werden. Er teilt ihr mit, dass er sein eigenes Team zusammenstellen dürfe, und er wolle Nancy, die früher selbst in der Werbebranche gearbeitet hat, mit dabei haben. Beide ziehen schließlich zum Missfallen von Mr. Mersault nach New York.

## Kritiken
„... eine elegant abschnurrende Screwball-Komödie, die klassisch, man kann auch sagen: altmodisch in Szene gesetzt ist und größtes Vergnügen bereitet. Der Film kommt ohne die Krassheiten und schrillen Zoten gegenwärtiger Teenie-Komödien aus, er macht das Altmodische zur Qualität – er ist cool.“

„‚Schlaflos in New York‘, […] ist zweifelsohne die altmodischste Hollywood-Komödie des Jahres geworden. Einer jener Filme, zu denen man bedenkenlos auch die Oma mitnehmen kann. […] Martin und Hawn sind liebenswert cholerisch, und John Cleese, der als sarkastischer Hotelmanager seine Rolle aus der Kultserie ‚Fawlty Towers‘ nur geringfügig modifiziert, ist wie immer eine Comedy-Klasse für sich. Da toleriert man auch einige Hänger oder das schlappe Ende. Und die Oma freut sich, mal wieder aus dem Haus gekommen zu sein. Fazit: Nostalgisches Kicherkino.“

„Temporeiche Komödie, die ihren Unterhaltungswert ausschließlich dem Spiel der Darsteller verdankt, die selbst die konservative Haltung des Films vorübergehend vergessen machen.“